# Kirk Morrison
(en) Statistiques sur pro-football-reference
Kirk Morrison, né le 19 février 1982 à Oakland (Californie), est un joueur américain de football américain évoluant au poste de linebacker.
Étudiant à l'Université d'État de San Diego, il joua pour les San Diego State Aztecs.
Il fut repêché en 2005 à la 78e place (troisième tour) par les Raiders d'Oakland.